# Sainte-Marie-Madeleine de Taizé
Sainte-Marie-Madeleine de Taizé är en katolsk kyrkobyggnad som är belägen i byn och kommunen Taizé i departementet Saône-et-Loire i regionen Bourgogne-Franche-Comté i Frankrike. Kyrkan är helgad åt Maria från Magdala. Sedan år 1913 räknas den som ett historiskt monument. På den intilliggande kyrkogården är broder Roger begravd. Han grundade kommuniteten i Taizé.

## Kyrkobyggnaden
Kyrkan omnämns för första gången år 1156 som tillhörig klostret i Cluny. Kyrkan med långhus och östtorn samt absid uppfördes under första hälften av 1100-talet. En portal vid ingången i väster tillkom på 1700-talet. År 1984 renoverades kyrkan så att den skulle kunna användas för både katolska och protestantiska gudstjänster.